# Faluns ansökan om olympiska vinterspelen 1988
Inför olympiska vinterspelen 1988 var Sverige med Falu kommun och Åre kommun en av flera kandidater till att bli värdstad för spelen. En intensiv kampanj bedrevs under början av 1980-talet och fram till 30 september 1981 då IOK beslutade att tilldela Calgary spelen.

## Arrangemang
Falun var planerad som huvudarrangör med de alpina grenarna förlagda till Åre. Båda orterna hade arrangerat flera framgångsrika mästerskap tidigare. Investeringar för ett eventuellt spel skulle läggas på en bob och rodel bana i Falun, störtloppsbanan i Åre och OS-byn i Falun. Störtloppsbanan skulle byggas av bestående karaktär medan OS-byn planerades vara ett provisorium.

## Ansökan
I skrivelse till Sveriges regering den 26 november 1980 överlämnade Falu kommun en utredning angående förutsättningar för olympiska vinterspel i Falun och Åre 1988. Utredningen hade gjorts av representanter för stiftelsen Svenska Skidspelen, Sveriges Olympiska Kommitté, Åre SLK och stiftelsen Jämtfjäll. Falu kommun hemställde i sin skrivelse att utredningen skulle analyseras av Sveriges regering tillsammans med de berörda kommunerna och att den svenska regeringen skulle ställa för ändamålet lämplig expertis till förfogande.
SOK hade enligt Internationella olympiska kommitténs regler lämnat en preliminär ansökan att i Sverige få arrangera olympiska vinterspelen 1988 och i samband därmed deponerat erforderiigt belopp hos IOK. Från Falu och Åre kommuner överlämnades därefter de uppgifter om spelens tänkta arrangemang med mera som krävs till IOK. SOK ställde sig bakom Falu kommuns ansökan. Riksidrottsförbundet hade uttalat sig för att Sverige arrangerade spelen.
Den 2 april 1981 bemyndigade Sveriges regeringen i ett beslut chefen för jordbruksdepartementet att tillkalla en särskild utredare, för att överväga förutsättningarna för olympiska vinterspel i Falun och Åre 1988.

## Framröstning
Övriga städer som ansökte om arrangörskapet var Calgary, Kanada och Cortina d'Ampezzo, Italien. På IOK:s kongress i Baden-Baden, västtyskland, den 30 september 1981, röstades Calgary fram som arrangör för olympiska vinterspelen 1988.